# Ademar Casé
Ademar da Silva Casé, né le 9 novembre 1902 à Belo Jardim et mort le 6 avril 1993 à Rio de Janeiro,  est un animateur de radio brésilien. Il est le père de l'architecte Paulo Casé, du réalisateur Geraldo Casé et du publiciste Maurício Casé, ainsi que le grand-père de l'actrice et présentatrice Regina Casé.

## Biographie
Ademar da Silva Casé, né le 9 novembre 1902 à Belo Jardim, fils de João Francisco Casé et de Rita Leopoldina Casé, il quitte sa ville natale avec sa famille à l'âge de quatre ans.
Pionnier de la radio, il crée Programa Casé, la première émission de radio commerciale du Brésil, qui a commencé à être diffusée le 14 février 1932. Dans les années 1930 et 1940, il révolutionne la radio au brésilienne à bien des égards : il a été le premier à verser un cachet aux artistes (1932), à signer un contrat d'exclusivité (1933, Silvio Caldas, par exemple), à vendre la radio de porte à porte, il crée le premier jingle (Padaria Bragança en 1932), crée le premier feuilleton radiophonique (1936), sans oublier les innombrables artistes qu'il lance, comme João Petra de Barros, Custódio Mesquita et Noel Rosa. Ce dernier est régisseur au programme.
Il passe 19 années de succès à la radio jusqu'en 1951, date à laquelle il s'associe à Assis Chateaubriand pour créer la télévision. Dans ce média, il est également un pionnier avec des programmes innovants tels que « Noite de Gala » et des spots publicitaires créés et réalisés par l'agence de publicité « Midas ».